# Mer de Chine méridionale
La mer de Chine méridionale ou mer de Chine du Sud est une mer bordière de l'océan Pacifique couvrant une superficie d'environ 3 500 000 km2 entre, à l'ouest, le golfe de Thaïlande et le Viêt Nam ; au nord la Chine méridionale ; au nord-est la mer de Chine orientale à laquelle on accède par le détroit de Taïwan, ensuite l'île de Taïwan  et le détroit de Luçon qui communique avec la mer des Philippines ; à l'est les îles philippines de Luçon, Mindoro et Palawan ; au sud Bornéo ; et au sud-ouest les îles Bangka et Belitung, enfin Sumatra et la Malaisie péninsulaire. 
Dans cet espace maritime existent des centaines d'îles (en) inhabitées (même les plus grandes) et souvent minuscules, regroupées en archipels, dont le plus notable est celui des îles Spratley.
Ce large couloir n'est pas particulièrement riche en ressources (relativement peu de pétrole par exemple) mais il voit passer une part importante du commerce maritime mondial, connectant les pays de la région (et, plus loin, le Japon et la Corée) à l'Inde, l'Afrique, le Moyen Orient et l'Europe via le détroit de Malacca immédiatement au sud de cette mer. Son importance stratégique explique que cette mer et ses îlots font l'objet de revendications de souveraineté concurrentes par les nations limitrophes. Ce conflit entre les riverains se traduit en outre par la diversité des noms utilisés pour les îlots et pour la mer elle-même.

## Géographie
L'Organisation hydrographique  internationale définit la mer de Chine méridionale comme s'étendant selon une direction sud-ouest - nord-est. Son point le plus méridional est par 3°14' de latitude sud au tanjung Kait (3° 14′ 06″ S, 106° 05′ 48″ E), sur la côte sud-est de Sumatra (point le plus oriental de cette île). Sa limite nord correspond au débouché nord du  détroit de Taïwan, de la pointe nord de l'île de Taïwan au littoral de la province chinoise du Fujian. La pointe sud de Niushan Dao est le point le plus septentrional de la mer de Chine méridionale.
La mer de Chine méridionale communique avec le golfe de Thaïlande à l'ouest, avec la mer de Chine orientale et la mer des Philippines au nord-est, avec la mer de Sulu à l'est, enfin avec le détroit de Singapour, le détroit de Malacca et la mer de Java au sud-ouest.
La mer s'étend au-dessus d'un plateau continental. À l'époque des dernières glaciations, le niveau des mers dans le monde était plus bas de plusieurs dizaines de mètres, et l'île de Bornéo était rattachée au continent asiatique.
Les États et territoires qui bordent la mer de Chine méridionale sont (du nord au sud) : la république populaire de Chine, la république de Chine (Taïwan), Hong Kong, Macao, le Viêt Nam, les Philippines, la Malaisie, Brunei et l'Indonésie.
Les principaux fleuves qui se jettent dans cette mer sont : la rivière des Perles, la Min et la Jiulong en Chine, le fleuve Rouge et le Mékong au Viêt Nam, le Kapuas en Indonésie, la Rajang dans l'État malaisien de Pahang et la Pasig aux Philippines.

### Limites maritimes

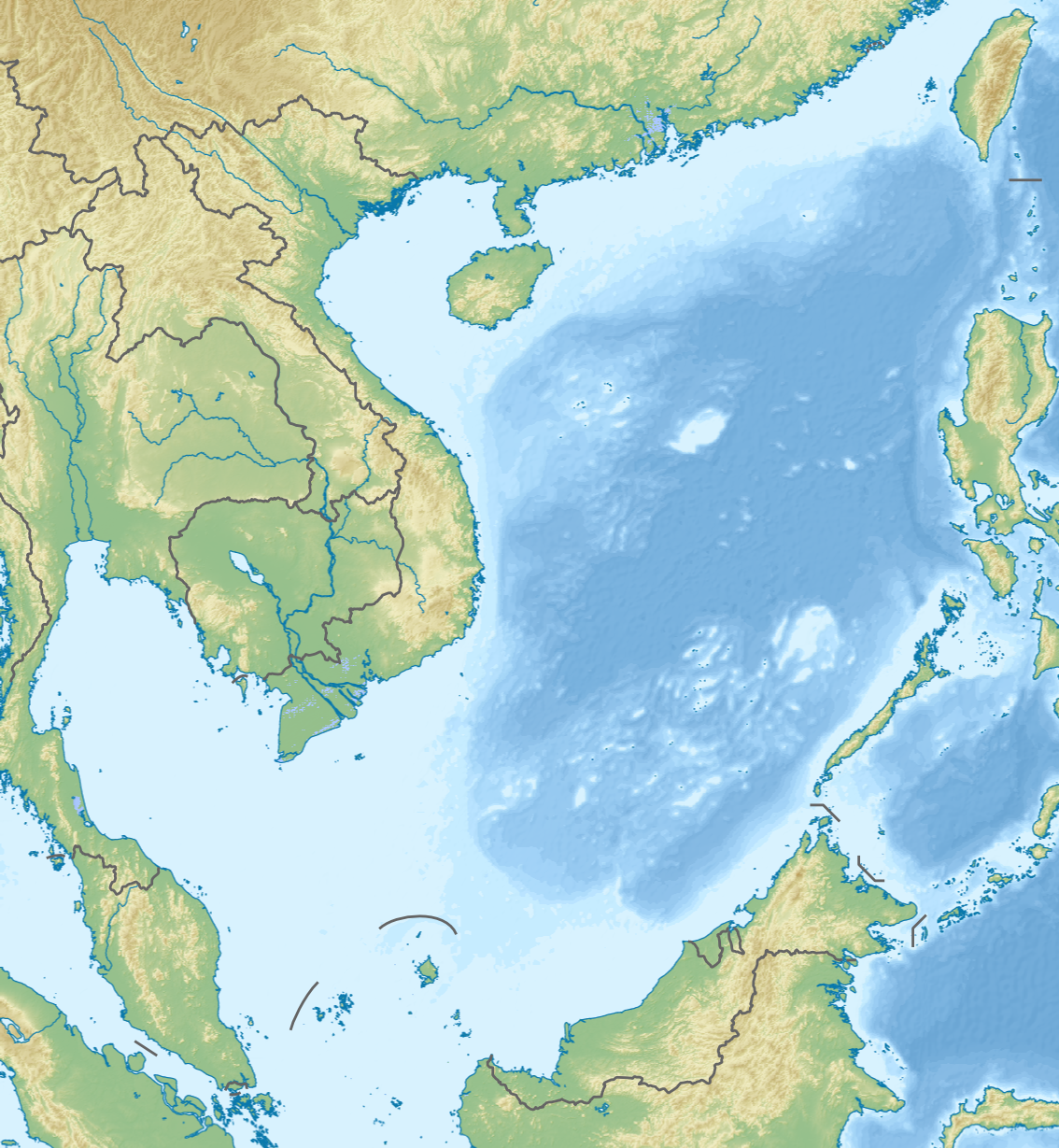
Mer de Chine méridionale.

L'Organisation hydrographique internationale définit les limites de la mer de Chine méridionale de la façon suivante :
- Au nord : depuis le Fugui Jiao (25° 17′ 53″ N, 121° 34′ 37″ E), l'extrémité septentrionale de Taïwan, jusqu'à Niushan Dao, puis jusqu'à l'extrémité méridionale de Haitan Dao (25° 23′ 50″ N, 119° 46′ 14″ E), de là en direction de l'ouest jusqu'à un point de la côte chinoise situé dans la province du Fujian par 25°24' de latitude nord et 119°39' de longitude est.

- À l'est : depuis le tanjung Sambar (2° 59′ 13″ S, 110° 18′ 12″ E), sur la côte sud de Kalimantan, par les côtes occidentales et septentrionales de Bornéo jusqu'au tanjong Sempang Mangayau (7° 02′ 14″ N, 116° 44′ 32″ E), la pointe nord de Bornéo; de là une ligne jusqu'aux pointes occidentales de Balabac Great Reefs (7° 54′ 45″ N, 116° 53′ 48″ E) et de l'île de Secam, puis par la pointe ouest de l'île Bancalan (8° 14′ 41″ N, 117° 04′ 46″ E) jusqu'au cap Buliluyan (8° 19′ 47″ N, 117° 11′ 24″ E), la pointe sud-ouest de Palawan, le long de cette île jusqu'à Cabuli Point (11° 25′ 06″ N, 119° 29′ 56″ E), son extrémité septentrionale, de là jusqu'à la pointe nord-ouest de l'île Busuanga (12° 19′ 49″ N, 119° 53′ 40″ E) puis jusqu’au cape Calavite (13° 26′ 42″ N, 120° 17′ 56″ E), la pointe nord-ouest de Mindoro. De là, une ligne joignant le cape Calavite à Palapag Point (13° 51′ 52″ N, 120° 05′ 26″ E), l'extrémité nord-ouest de l'île de Lubang, de là une ligne joignant Fuego Point (14° 08′ 05″ N, 120° 34′ 07″ E), sur la côte sud-ouest de Luçon, ensuite le long des côtes occidentales et septentrionales de cette île jusqu'au cap Engaño (18° 31′ 25″ N, 122° 13′ 08″ E), de là une ligne en direction du nord jusqu'aux extrémités orientales de Balintang et d'Amanian, de cette dernière île une ligne en direction du nord-est jusqu'à l'Oluan Bi (21° 53′ 49″ N, 120° 51′ 35″ E), l'extrémité méridionale de Taïwan, puis par la côte est jusqu'au Sandiao Jiao (25° 00′ 33″ N, 122° 00′ 11″ E), son extrémité nord-est.

- Au sud :

Avec le détroit de Singapour :
une ligne joignant le tanjung Penyusop (1° 22′ 12″ N, 104° 16′ 59″ E), la pointe sud-est de Johore Beach, à travers Horsburgh Reef jusqu'à pulau Koka (1° 13′ 37″ N, 104° 35′ 06″ E), l'extrémité nord-est de l'île (pulau) Bintan, de là le long des îles (pulau) Bintan et Batam jusqu'à pulau Pemping :(1° 06′ 30″ N, 103° 47′ 30″ E), de là une ligne rejoignant l'île Karimun Kecil (1° 07′ 45″ N, 103° 24′ 33″ E). 
Avec le détroit de Malacca :
une ligne joignant la pointe nord-est de l'île Karimun Kecil et le tanjung Kedabu (1° 05′ 35″ N, 102° 58′ 26″ E), sur pulau Rangsang (côte est de Sumatra).
Avec la mer de Java :
depuis le tanjung Sambar (2° 59′ 13″ S, 110° 18′ 12″ E), sur la côte sud de Kalimantan, une ligne jusqu'au tanjung Burungmandi, la pointe est de pulau Belitung, puis par la côte nord de l'île jusqu'au tanjung Jemang  (2° 36′ 01″ S, 107° 37′ 54″ E), sa pointe ouest, de là une ligne jusqu'au tanjung Berikat (2° 34′ 17″ S, 106° 50′ 55″ E), la pointe est de pulau Bangka, puis jusqu'au tanjung Nangka (3° 05′ 26″ S, 106° 29′ 28″ E), sa pointe méridionale, et de là une ligne jusqu'au tanjung Kait (3° 14′ 29″ S, 106° 05′ 40″ E), sur la côte est de Sumatra.
- À l'ouest : la côte de Malaisie depuis le tanjung Penyusop (1° 22′ 12″ N, 104° 16′ 59″ E) jusqu'à l'extrémité septentrionale du côté est de l'estuaire du fleuve Kelantan (Sungai Kelantan), (6° 13′ 08″ N, 102° 14′ 20″ E), de là une ligne jusqu'au mũi Cà Mau (8° 36′ 21″ N, 104° 43′ 08″ E), l'extrémité sud-ouest du Viêt Nam, ensuite le long des côtes orientales du continent asiatique jusqu'à un point de la côte chinoise situé dans la province du Fujian par 25°24' de latitude nord et 119°39' de longitude est (25° 24′ 00″ N, 119° 39′ 00″ E).

## Les îles

### Archipels

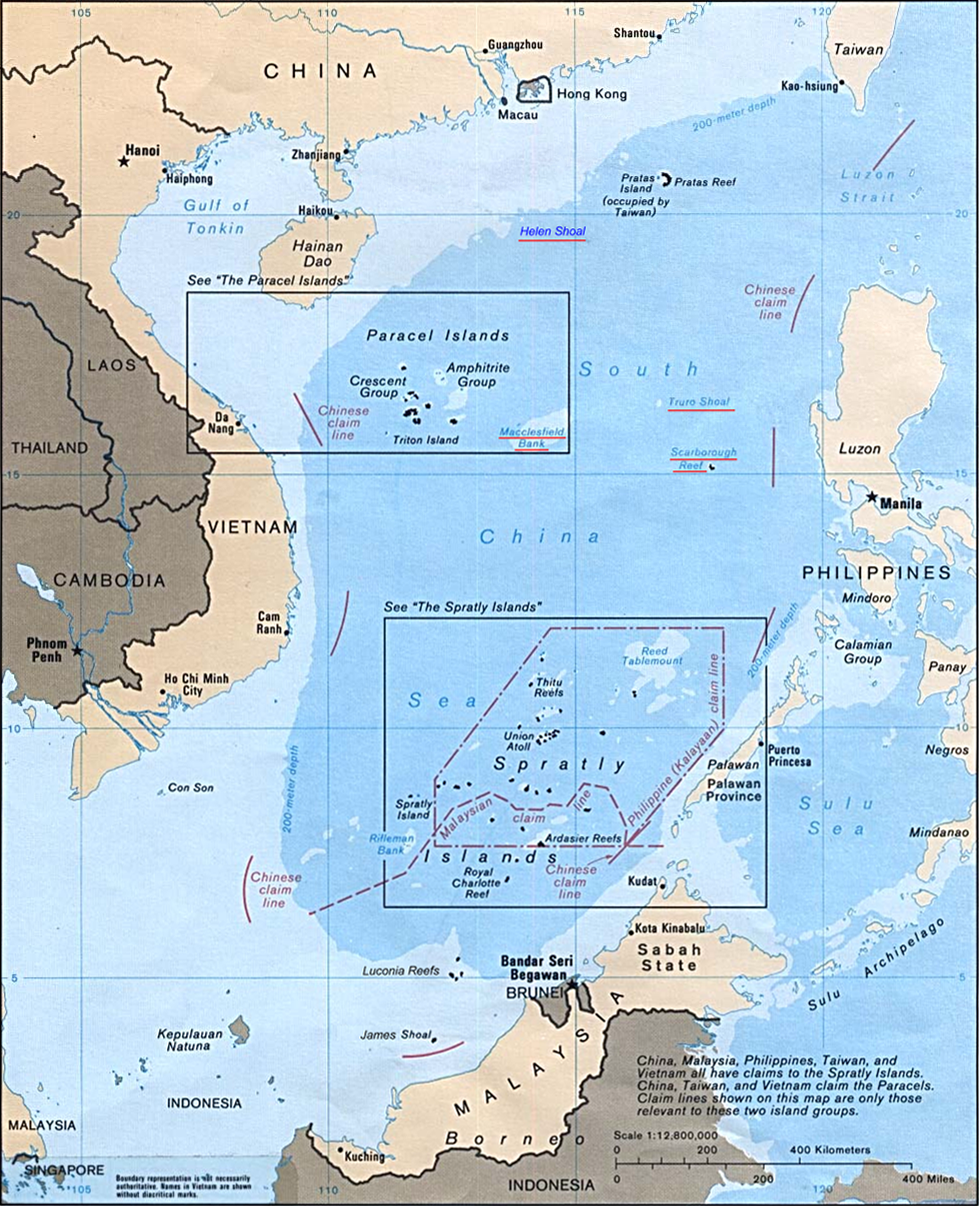
Îlots et récifs en mer de Chine méridionale en 1988. Les Îles Paracels et les Îles Spratleys ne représentent que 13 km2 de terres émergées.

Les deux plus grandes îles sont Taïwan et Hainan.
La mer de Chine méridionale est semée de plus de 200 îles cayes et motu et de milliers d'autres « objets maritimes » se présentant souvent sous forme d'atolls, pour la plus grande partie recouverts par les eaux à marée haute : bancs et récifs, hauts fonds et écueils.
Ces îles se regroupent en plusieurs archipels (du nord au sud) :
- les îles Pescadores (Taïwan);
- les îles Pratas (Taïwan);
- les îles Paracels (disputées entre la Chine et le Viêt Nam);
- les îles Spratleys (Malaisie, Philippines, Taïwan, Viêt Nam);
- les îles Côn Đảo (ou Côn Son, Viêt Nam), autrefois appelées Poulo-Condore;
- les îles Natuna (Indonésie).

L'archipel des îles Spratley, qui comprend 15 îles et environ 175 îlots et récifs, couvre une surface de 810 sur 900 km. Le plus grand de ces îlots étant celui de Taipin Island (Itu Aba), qui fait un peu plus de 1,3 km de long et s'élève à 3,8 mètres, et ne fait que 45 hectares. Les îles des Paracels et des Spratleys sont rehaussées par d’épaisses couches de guano dû à l’accumulation des fientes d'oiseaux, seuls occupants durant des milliers d'années. Ce guano avait fait l'objet d'une exploitation dans les années 1930, principalement par des entreprises japonaises. Mais il rend les rares sources d'eau de pluie résiduelles impropres à la consommation. Ces archipels étant des territoires disputés, ils ne peuvent faire l'objet d'une demande ZEE. De plus le 12 juillet 2016, la Cour permanente d'arbitrage (CPA) de La Haye a affirmé que même les plus grandes îles de ces archipels n'ayant jamais entretenu de population n'ont que le statut de rochers et ne permettraient que l’attribution d'eaux territoriales de 12 milles marins.

### Récifs et hauts-fonds notables
Du nord au sud :
- le banc Macclesfield ;
- le récif de Scarborough ;
- le Reed Tablemount ou Guyot Reed ;
- banc Second Thomas ;
- banc de James.

Au centre de la mer, le banc Macclesfield est un atoll complètement immergé à une profondeur moyenne de 11 mètres. Il occupe une superficie de 6 448 m2 avec une longueur maximale de 130 km selon un axe sud-ouest / nord-est. La Chine est le seul pays à le revendiquer malgré la contradiction avec le droit de la mer.
La plus grande structure de la région des îles Spratley est un mont sous-marin de 100 kilomètres de large appelé Reed Tablemount, également connu sous le nom de Reed Bank, dans le nord-est de l'archipel, séparé de l'île de Palawan aux Philippines par la tranchée de Palawan. Maintenant complètement submergée sous une profondeur de 20 mètres d'eau, c'était une île jusqu'à ce qu'elle soit submergée il y a environ 7 000 ans en raison de l'augmentation du niveau de la mer après la dernière déglaciation. Avec une superficie de 8 866 kilomètres carrés, c'est l'un des plus grands atolls submergés au monde.

### Écosystème
Récifs coralliens fragiles
Nombreuses espèces protégées : tridacne géant ou bénitier géant, tortue imbriquée (Eretmochelys imbricata)...

### Menaces environnementales
La BBC accuse la Chine d'organiser la surpêche, le braconnage d’espèces protégées et la destruction des récifs coralliens par les pêcheurs chinois venu de l’île de Hainan.

### La grande muraille de sable
La grande muraille de sable est une expression sarcastique désignant la politique agressive de la république populaire de Chine en mer de Chine méridionale, à partir de 2014, de créations de terre-pleins sur plusieurs îles de l'archipel des Paracels et la construction de 7 îles artificielles sur plusieurs récifs de l'archipel des îles Spratleys au prix d'une catastrophe environnementale,,.
Pour remblayer le total de 13,5 km2 de ses sept îles artificielles, la Chine a dû détruire le volume équivalent de récifs environnants, occasionnant des dégâts considérables à l’environnement. Ces nouvelles îles, d’une hauteur d’environ trois mètres, sont construites sur des récifs qui étaient auparavant un mètre sous le niveau de la mer. On peut donc évaluer que la quantité de sable et de coraux pompée, notamment par la drague foreuse géante Tian Jing Hao, est de l’ordre de 13,5 millions de mètres carrés par 4 mètres ; soit environ 50 millions de mètres cubes.

## Histoire
Des fouilles entreprises au début des années 2000 sur le site d'Oc-Eo dans le sud du Viêt Nam permettent de mieux connaître une culture qui, au moins au IIIe siècle apr. J.-C., s'étendait sur le Viêt Nam, le Cambodge et la Thaïlande actuels. Cette culture entretenait des relations avec la Chine. L'influence indienne sur cette culture est manifeste, avec des statues de Bouddha et de Vishnu. Des bateaux étrangers venaient à Oc-Eo échanger des marchandises.
Denys Lombard, spécialiste de l'Asie de l'Est et de l'Asie du Sud-Est, voyait dans la mer de Chine méridionale une « Méditerranée d'Extrême-Orient », lieu d'échanges commerciaux et culturels entre ses différentes rives, chinoise, indochinoise et insulindienne.

## Géopolitique
Les îles Spratley — ainsi que d'autres zones de la mer de Chine méridionale — font l'objet d'un conflit entre les riverains : Chine, Taïwan, Philippines, Malaisie, Brunei, Indonésie et Viêt Nam, à la fois pour des raisons nationalistes, économiques (des gisements faibles de pétrole et de gaz s'y trouveraient) et stratégiques (elles se trouvent sur une route maritime fréquentée).
La Chine revendique depuis 1933 des îles fictives. Ce sont le Macclesfield Bank, un atoll submergé à une profondeur de 11 mètres, et le haut-fond de James à une profondeur de 21 mètres,,. Par ailleurs, en 2016, la Chine a construit en violation des traités internationaux sept îles artificielles encerclant les îles Spratley occupées par les Philippines et le Vietnam.